# Teegan Van Gunst
Teegan Van Gunst (* 17. Februar 1995 in Fayetteville, Georgia) ist eine US-amerikanische Beachvolleyball- und Volleyballspielerin.

## Karriere Halle
Teegan Van Gunst wuchs in Georgia auf und spielte (zusammen mit ihrer Zwillingsschwester Annika) als Außenangreiferin Hallenvolleyball, zunächst an der heimischen Whitewater High School und seit 2013 vier Jahre lang an der Georgia Institute of Technology. 2017 wechselte sie an die Georgia State University und nahm mit der US-amerikanischen Studentinnen-Nationalmannschaft auch an der Universiade in Taipeh teil.

## Karriere Beach
Teegan Van Gunst spielt seit 2018 Beachvolleyball, zunächst auf der nationalen AVP Tour bis 2021 mit ihrer Schwester Annika und 2022 mit Aurora Davis. Von 2022 und 2023 war Katie Lindstrom ihre Partnerin, mit der sie einige Events auf der kontinentalen NORCECA-Tour gewann. Seit 2023 spielt Van Gunst auch international an der Seite von Kimberly Hildreth. Beste Resultate auf der World Beach Pro Tour waren 2023 ein fünfter Platz beim Challenge-Turnier im philippinischen Nuvali und 2024 ein dritter Platz beim Elite16-Turnier im brasilianischen João Pessoa.